# تپه امله سفلا
تپه آمله سفلا مربوط به دوره نوسنگی است و در شهرستان کرمانشاه، بخش مرکزی، دهستان میان دربند، ۳۰۰ متری شمال روستای آملهٔ علیا واقع شده و این اثر در تاریخ ۱۵ دی ۱۳۸۷ با شمارهٔ ثبت ۲۴۱۵۷ به‌عنوان یکی از آثار ملی ایران به ثبت رسیده است.